# Benetton B196
La Benetton B196 è una vettura di Formula 1 con cui il team italiano affrontò la stagione 1996. Da questa stagione la Benetton corse con licenza italiana e non più britannica.
La B196 è la monoposto con cui ha inizio la fase calante della scuderia, che non riuscirà mai più a replicare i successi ottenuti nelle stagioni 1994 e 1995. La vettura venne presentata ufficialmente il 29 febbraio 1996 a Milano, presso Piazza San Babila, a fianco delle nuove collezioni autunno-inverno 1996-1997 per Asolo, Nordica, Nature Project. Una prima presentazione fu effettuata nel teatro greco di Taormina il 5 febbraio del 1996 con la partecipazione di Mara Venier e la presentazione ufficiale dei nuovi piloti.
La coppia di piloti titolari venne formata da Jean Alesi e Gerhard Berger, entrambi provenienti dalla Scuderia Ferrari, e verso la quale, in quella stagione, si era diretto l'ex pilota della Benetton Michael Schumacher.

## Livrea
La livrea della vettura ripercorreva quella delle stagioni precedenti ovvero bianca azzurra e blu, ovvero i colori dello sponsor principale della Mild Seven, arricchita dal verde del marchio Benetton che tornò anche sulle fiancate, sostituendo il logo giallo della Bitburger che cessò la sua collaborazione col team; in compenso al suo posto arrivarono i nuovi sponsor Hype e Kingfisher.

## Sviluppo
La principale differenza tecnica fu l'introduzione di un cambio a sette rapporti, che però risultò più pesante. Questo comportò un allungamento della vettura. La monoposto venne definita difficile da guidare dai piloti, e ciò era legato anche al fatto che fosse ancora progettata su misura per Michael Schumacher, non conciliandosi con lo stile di guida di Alesi e Berger: l'austriaco evidenziò le sue difficoltà a guidare la B196 già nell'interstagione, mentre Jean, prima del Gran premio di Imola, ammise che non riusciva a integrarsi con la vettura..
In ottemperanza al nuovo regolamento sulla sicurezza (che prescriveva l'introduzione di protezioni laterali per il collo e il capo dei piloti) si provvide altresì ad alzare i bordi dell'abitacolo.
La B196 risultava abbastanza rapida ma le sue prestazioni erano inferiori a quelle della Williams FW18, anch'essa equipaggiata con lo stesso propulsore. La causa di questa mancanza di potenza venne legata a delle prese d'aria non ottimali .
La vettura si dimostrò comunque capace di ottenere risultati abbastanza costanti.
A Silverstone, vennero introdotte importanti modifiche quali un nuovo fondo piatto, un nuovo estrattore e delle sospensioni modificate. I risultati però non furono quelli attesi e per le ultime gare della stagione la scuderia interruppe lo sviluppo..

## Piloti
- Jean Alesi -  - n. 3
- Gerhard Berger -  - n. 4
- Vincenzo Sospiri -  - collaudatore
- Allan McNish -  -  collaudatore

## Carriera agonistica

### La stagione

La B196 di Alesi precede la Ferrari F310 di Michael Schumacher nel corso del Gran Premio d'Italia 1996

All'esordio, in Australia, Gerhard Berger ottenne il quarto posto. Nelle due gare seguenti, in Brasile e in Argentina, Jean Alesi giunse rispettivamente secondo e terzo ritrovandosi anche a lottare per la vittoria per buona parte della gara a Buenos Aires, mentre chiuse solo sesto a Imola dove però arrivò un altro terzo posto, con Berger. A Montecarlo il francese fu costretto al ritiro al 60º giro mentre stava conducendo la gara, che poi si sarebbe conclusa con sole quattro vetture al traguardo.
Nelle otto gare successive poi il team riuscì a salire sul podio in sette occasioni, quasi sempre grazie ad Alesi, che giunse di nuovo secondo in Spagna, in Germania e a Monza dove rimase anche al comando per vari giri, e terzo in Canada, in Francia e in Ungheria, mentre Berger arrivò secondo in Inghilterra. In Germania l'austriaco condusse la gara fino a tre giri dal termine, quando fu costretto al ritiro per un guasto al propulsore, dopo che aveva ottenuto il miglior risultato stagionale in qualifica per il team, partendo in prima fila.
Sia in Belgio che nelle ultime due tappe iridate poi il team ottenne solo piazzamenti a punti minori, con Berger che avrebbe potuto anche lottare per la vittoria a Suzuka, se non avesse tamponato Hill nelle fasi iniziali danneggiando il musetto.
Per la prima volta dal 1988 la Benetton non riuscì a ottenere nessuna vittoria e nessuna pole position; la scuderia trevigiana concluse al terzo posto nella classifica costruttori con 68 punti, venendo sorpassata dalla Ferrari solo all'ultima gara, di appena due lunghezze. In compenso il team salì sul podio in 10 gare (contro le 9 della Ferrari), e segnò il giro più veloce in gara per 3 volte, con Jean Alesi in Argentina e a Monaco, e con Berger a Spa.

### Trofeo Indoor
Giancarlo Fisichella, a bordo di una B196, si aggiudicò l'edizione 1996 del Trofeo Indoor di Formula 1, manifestazione svolta all'interno del Motorshow di Bologna. Il pilota romano sconfisse in semifinale Tarso Marques e in finale Giovanni Lavaggi, entrambi su Minardi. L'altra B196 venne affidata a Jarno Trulli, eliminato in semifinale.

### Test post stagionali
Nei test poststagionali la Benetton concesse al suo ex pilota Alessandro Nannini la possibilità di guidare nuovamente una monoposto di Formula 1, dopo l'incidente con l'elicottero nel 1990. Il test si tenne sul Circuito dell'Estoril a novembre.

## Risultati completi
(Legenda) (I risultati in grassetto indicano una pole position; i risultati in corsivo indicano un giro più veloce)
| Anno | Team                        | Motore                   | Gomme | Piloti |     |     |     |     |   |     |     |     |   |     |    |     |   |     |   |     | Punti | Pos. |
| ---- | --------------------------- | ------------------------ | ----- | ------ | --- | --- | --- | --- | - | --- | --- | --- | - | --- | -- | --- | - | --- | - | --- | ----- | ---- |
| 1996 | Mild Seven Benetton Renault | Renault RS8/RS8B 3.0 V10 | G     | Alesi  | Rit | 2   | 3   | Rit | 6 | Rit | 2   | 3   | 3 | Rit | 2  | 3   | 4 | 2   | 4 | Rit | 68    | 3º   |
| 1996 | Mild Seven Benetton Renault | Renault RS8/RS8B 3.0 V10 | G     | Berger | 4   | Rit | Rit | 9   | 3 | Rit | Rit | Rit | 4 | 2   | 13 | Rit | 6 | Rit | 6 | 4   | 68    | 3º   |

- Nel Gran Premio di Germania Gerhard Berger risulta classificato al tredicesimo posto pur essendosi ritirato, in quanto ha coperto più del 90% della distanza prevista.